# Umanitarismo
L'umanitarismo è un sentimento ideale di umanità fondato su una profonda convinzione dell'uguale dignità di tutti gli esseri umani, e dell'obbligo universale di alleviarne la sofferenza, di assicurare a chiunque il rispetto dei suoi diritti fondamentali, e di rispondere ai suoi bisogni essenziali. È basato su concetti come i diritti umani, la filantropia, la compassione, e in ambito religioso, sulla carità.

## Storia
Profondamente radicato nell'identità dell'uomo, nelle filosofie e nelle religioni, è un valore morale accostabile a quello greco di filantropia, e a quello romano di humanitas affermatosi nel Circolo degli Scipioni.
L'umanitarismo si è affermato come ideologia sociale e culturale a partire dal XIX secolo, ed è stato il motore di numerosi importanti movimenti per la promozione di una degna condizione umana, soprattutto in Europa e negli Stati Uniti, quali quelli contro lo schiavismo, contro la discriminazione razziale, per i diritti dei lavoratori, per i diritti umani, e per il diritto all'assistenza, e alla libertà dalla sofferenza.
Quest'ultimo aspetto diventerà centrale nella definizione di umanitarismo a metà dell'Ottocento, soprattutto grazie all'opera del fondatore della Croce Rossa, Jean-Henri Dunant (1828 – 1910), che ne stilò il primo codice di principi.

## L'umanitarismo moderno
Nella sua accezione moderna, l'umanitarismo è l'assieme delle idee, dei principi, delle tecniche e delle attività relativi all'aiuto umanitario, ovvero, l'assistenza e la protezione delle vittime civili dei disastri. Questi disastri possono appartenere a due categorie: naturali o prodotti dall'uomo. Tra questi ultimi hanno massima importanza i conflitti armati che, secondo alcuni, dovrebbero rappresentare l'unico oggetto dell'aiuto umanitario.
Per quanto essenzialmente fondato sul Diritto umanitario internazionale, l'umanitarismo non corrisponde ad una dottrina precisa, quanto piuttosto ad una condivisione di valori all'interno della comunità composta dalle organizzazioni, le persone e le istituzioni che agiscono nei vari ambiti dell'aiuto umanitario.

## Principi fondamentali
Questi valori fondamentali sono sintetizzati in forma di principi dal Codice di condotta per il movimento internazionale della Croce Rossa e della Mezzaluna Rossa e delle ONG nella risposta ai disastri. Il Codice, fu redatto all'indomani della crisi umanitaria di Goma del 1994, in cui 150.000 persone morirono in seguito a carenze gravi nella risposta umanitaria. L'iniziativa fu promossa da alcune delle principali organizzazioni internazionali: Caritas Internationalis, Catholic Relief Services, la Federazione internazionale della Croce Rossa e Mezzaluna Rossa, International Save the Children Alliance, Lutheran World Federation, Oxfam, The World Council of Churches, e dal Comitato Internazionale della Croce Rossa. A tutt'oggi, il Codice è stato adottato da oltre 450 organizzazioni internazionali.
1. Imperativo umanitario priorità assoluta. Il diritto di ricevere ed offrire assistenza umanitaria è un principio umanitario fondamentale di cui devono godere tutti i cittadini di tutti i paesi.
2. L'aiuto è portato senza alcuna considerazione di razza, di credenza o di nazionalità dei beneficiari e senza discriminazione di alcun genere. Le priorità in materia di assistenza sono determinate in funzione dei soli bisogni
3. L'aiuto non sarà utilizzato al servizio di convinzioni politiche o religiose, di qualunque tipo
4. Ci sforzeremo di non essere strumento della politica estera dei governi
5. Rispetteremo le culture e i costumi
6. Cercheremo di fondare i nostri interventi sulle capacità locali
7. Ci impegneremo a trovare i mezzi per associare i beneficiari dei programmi alla gestione dei soccorsi
8. I soccorsi devono allo stesso tempo mirare a limitare le vulnerabilità future e soddisfare i bisogni essenziali
9. Ci consideriamo responsabili, tanto verso i beneficiari potenziali delle nostre attività che verso i nostri donatori
10. Nelle nostre attività di informazione, di promozione e di pubblicità, presenteremo le vittime di catastrofi come esseri umani degni di rispetto, e non come oggetti di commiserazione

Va sottolineato che alcune agenzie umanitarie hanno deciso di non sottoscrivere il Codice, pur condividendone i principi essenziali. 
Assieme a questa comunanza di valori, nell'umanitarismo esiste anche una ampia condivisione di metodologie e tecniche d'intervento nel campo dell'assistenza, in particolare grazie all'adozione di standard comuni, i più importanti dei quali sono stati codificati dal progetto Sphere, fondato nel 1997.

## Scuole di pensiero
Nondimeno, esistono divergenze di visione, anche molto significative, tra scuole di pensiero e organizzazioni, intorno a questioni quali l'indipendenza dell'aiuto dalla politica, la cooperazione con i governi, le relazioni con i militari, e l'autonomia dell'aiuto umanitario rispetto ad altre forme d'aiuto (in particolare la cooperazione allo sviluppo, il peacekeeping, la trasformazione dei conflitti e la protezione dei diritti umani con organismi come l'Unicef o organizzazioni private come Amnesty International).